# ادواردو فیستاس
ادواردو فیستاس (اسپانیایی: Eduardo Fiestas‎; ۱۶ ژوئن ۱۹۲۵ – ۹ ژوئیهٔ ۱۹۸۷) بازیکن بسکتبال اهل پرو بود. وی در بازی‌های المپیک تابستانی ۱۹۴۸ شرکت کرده‌است.